# Prix Anonymous Was A Woman
Anonymous Was A Woman est une fondation qui récompense les femmes artistes de plus de 40 ans (précédemment de plus de 30 ans, puis de plus de 45 ans), afin de contrer le sexisme et la sous-représentation des femmes dans le monde de l'art,. Depuis 1996, plus de 220 femmes ont obtenu ce prix, et près de 5,5 millions de dollars ont été distribués,.

## À propos du prix

### Contexte
D'après des études citées par le National Museum of Women in the Arts, les femmes artistes gagnent 20% de moins que leurs homologues masculins ; les collections permanentes en Europe ou aux États-Unis ne possèdent que 3 à 5% d'œuvres réalisées par des femmes ; entre 2007 et 2013, sur 590 expositions importantes dans 70 institutions des États-Unis, seulement 27% concernaient des artistes féminines.

### Description et modalités

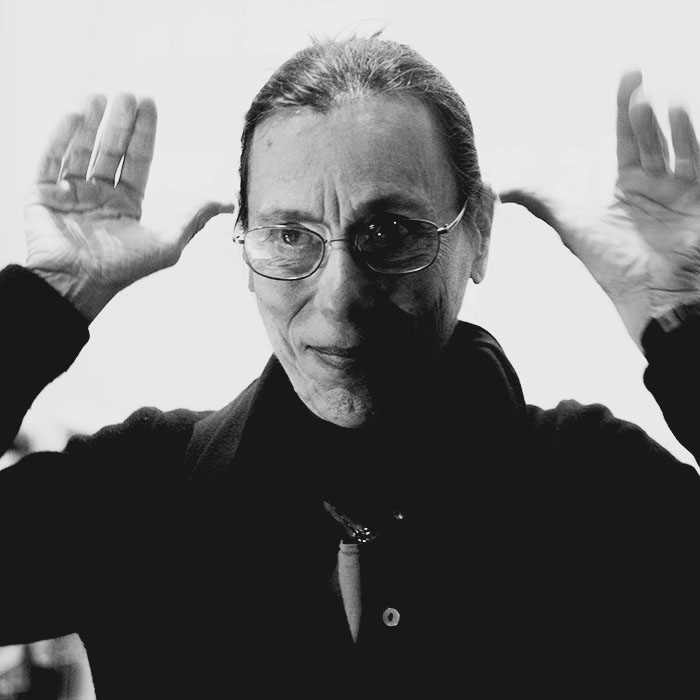
La danseuse et chorégraphe américaine Yvonne Rainer a reçu un Prix en 2014.

Le prix, conçu pour permettre aux femmes artistes de continuer à développer leur travail, est accompagné d'une bourse de 25 000 $.
Les primées, nommées sans qu'elles aient eu à demander la bourse, sont choisies sur la qualité de leur travail, son originalité et son évolution. Alors que la plupart des bourses s'adressent à des artistes débutants ou confirmés, le prix cible les femmes artistes de plus de 40 ans. Le but est de leur permettre de rebondir pendant leur milieu de carrière, alors qu'elles risquent d'être invisibilisées. La majorité des bénéficiaires explique que la bourse a été importante dans leur carrière, leur apportant un soutien financier non négligeable et un soutien moral qui les a encouragées à poursuivre leur pratique.
Le jury, féminin et anonyme, comporte des critiques, des commissaires d'exposition, des historiennes et d'anciennes gagnantes. En 1997, la fondation a proposé à 68 personnes de nommer une artiste, 50 ont répondu, nommant 47 artistes ; un jury s'est réuni pour choisir les dix gagnantes.
En 2021, grâce à deux donateurs anonymes, 300 000 $ seront distribuées à 12 femmes artistes : ainsi, de 2021 à 2023, le prix récompensera 14 artistes au lieu de 10.

## Historique
Le prix a été fondé en 1996, en réaction à l'arrêt des bourses individuelles de la part du National Endowment for the Arts,, sous pression politique.
Son nom est une référence à une phrase du livre Une chambre à soi de Virginia Woolf,, et en hommage à toutes les femmes artistes « qui il y a des siècles signaient “Anonyme” en bas de leurs tableaux, découragées par la société et le refus de la profession ».
Alors qu'elle était restée jusqu'à cette date anonyme, en juillet 2018, la photographe Susan Unterberg révèle qu'elle est à la fois la fondatrice et la donatrice du prix, grâce à la fortune héritée de son père, Nathan Appleman, magnat du pétrole et philanthrope, décédé en 1992. Elle a préféré garder l'anonymat pendant plus de vingt ans pour ne pas influencer le regard sur son travail artistique,. Elle explique qu'elle a décidé de sortir de cet anonymat pour pouvoir ouvertement défendre la cause des femmes. En plus du prix, Unterberg envisage d'autres actions, comme des séminaires.
En 2020, en réponse à la Pandémie de Covid-19, Anonymous Was A Woman annonce débloquer un fonds de 250 000 $. Plus d'une centaine de bourses, d'un montant maximum de 2 500 $, sont distribuées pour aider les femmes artistes de plus de 40 ans qui « subissent des difficultés financières dues à une perte de revenus ». Susan Unterberg, jusque là l'unique donatrice, invite d'autres donateurs à participer au fonds. La New York Foundation for the Arts offre une aide logistique dans la distribution des bourses.

## Liste des primées
La liste est présentée par ordre chronologique.

### 1996

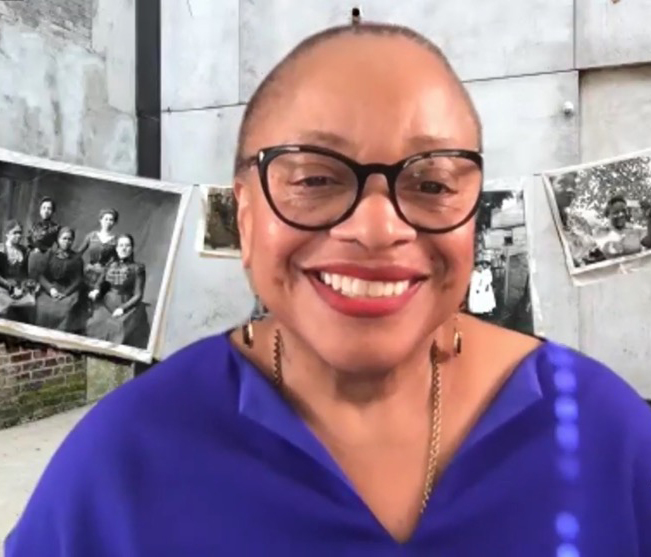
Deborah Willis, lauréate 1996.

- Rachel Berwick
- Gina Lamb
- Claudia Matzko
- Robin Mitchell
- Jeanne Silverthorne
- Shellburne Thurber
- Deborah Willis
- Lucy Winer
- Lynne Yamamoto
- Kim Yasuda

### 1997
- Tomie Arai
- Gretchen Bender (en)
- Nancy Davidson
- Cheryl Donegan
- Cheryl Dunye
- Judy Glantzman
- María Elena González
- Kathy Grove (en)
- Maren Hassinger
- Mary Lucier
- Joyce Scott (en)

### 1998
- Polly Apfelbaum
- Cindy Bernard (en)
- Ellen Driscoll
- Jeanne Dunning
- Nene Humphrey (en)
- Joan Jonas
- Sermin Kardestuncer
- Lisa Lewenz
- Ann Messner (en)
- Shelly Silver (en)

### 1999

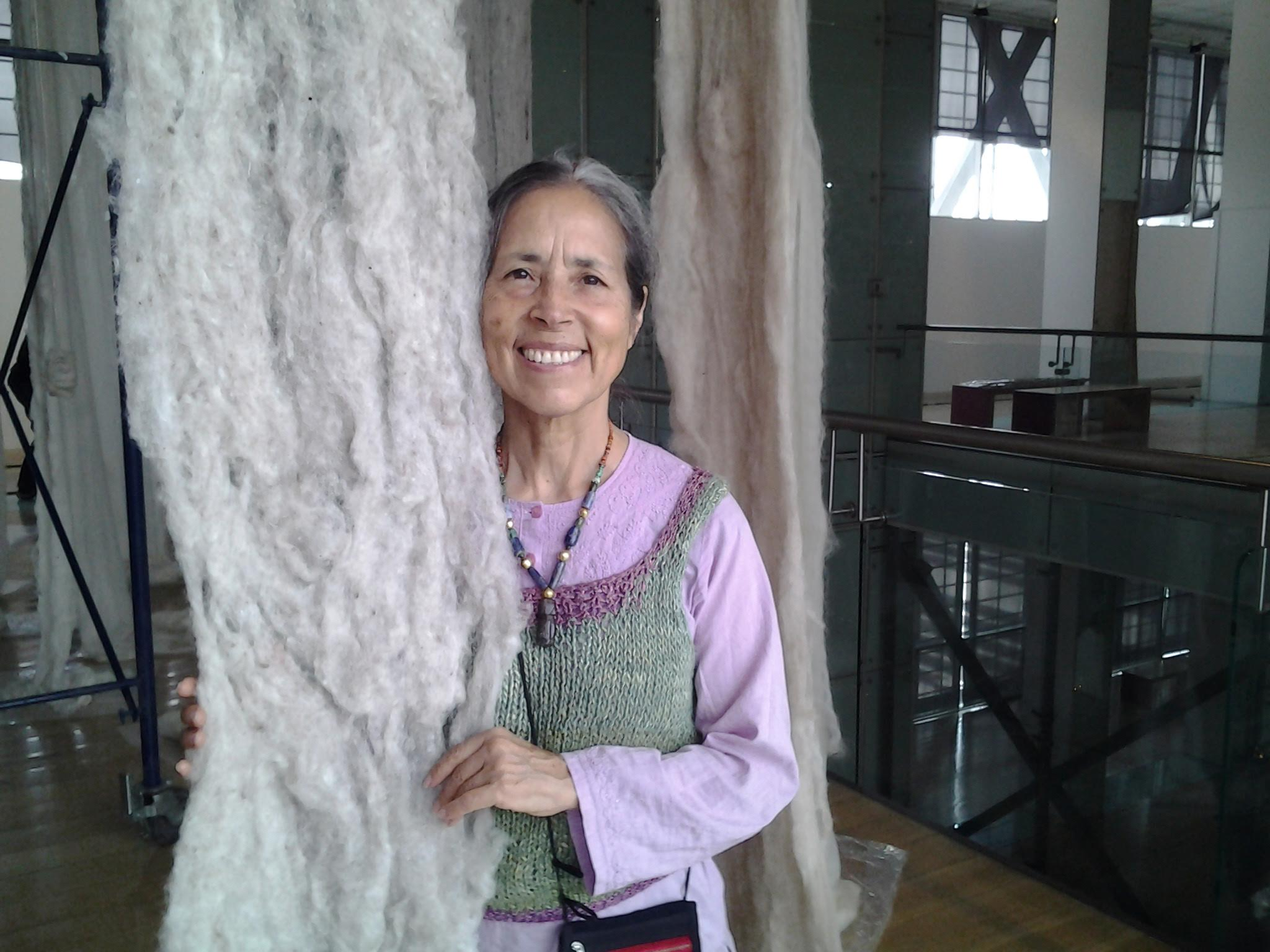
Cecilia Vicuña, lauréate 1999

- Beth B (en)
- Sheila Batiste
- Ginny Bishton
- Nancy Burson
- Judy Fox (en)
- Judith Linhares (en)
- Ruth Marten
- Renee Stout (en)
- Steina Vasulka (en)
- Cecilia Vicuña

### 2000
- Laura Aguilar (en)
- Chakaia Booker
- Margaret Honda (en)
- Mildred Howard (en)
- Liz Larner
- Beverly McIver (en)
- Catherine Murphy (en)
- Judith Joy Ross
- Ritsuko Taho
- Kukuli Velarde

### 2001
- Judith Barry (en)
- Nao Bustamante (en)
- Marta Chilindron
- Anne Chu (en)
- Laura Letinsky (en)
- Yong Soon Min
- Maria Nordman
- Clarissa Sligh (en)
- Mierle Laderman Ukeles
- Jan Yager

### 2002

Alison Knowles, lauréate 2002.

- Lutz Bacher
- Beverly Buchanan (en)
- Kathy Butterly (en)
- Pat de Groot
- Alison Knowles
- Deborah Luster (en)
- Sana Musasama
- Connie Samaras (en)
- Kimsooja
- Gail Wight (en)

### 2003
- Meg Cranston (en)
- Nancy Davenport (en)
- Nancy Dwyer (en)
- Maria Elena Gaitan
- Gillian Jagger (en)
- Nina Katchadourian
- Melissa W. Miller
- Joan Nelson (en)
- Frances Reid (en)
- Hanneline Rogeberg

### 2004
- Janet Biggs
- Moyra Davey
- Liz Deschenes
- Jessica Diamond
- Joy Garnett (en)
- Elizabeth Lyons
- Sarah McEneaney (en)
- J. Morgan Puett (en)
- Alison Saar
- Carmelita Tropicana

### 2005

Senga Nengudi, lauréate 2005 (c. 1980).

- Nancy Chunn (en)
- Deborah Hoffman
- Sharon Horvath
- Zoe Leonard
- Judy Linn
- Senga Nengudi
- Carolee Schneemann
- Valeska Soares (en)
- Kathryn Spence
- Meg Webster (en)

### 2006
- Xenobia Bailey (en)
- Francis Barth
- Judith Bernstein
- Ellen Bruno (en)
- Terry Evans (en)
- Mary Heilmann (en)
- An-My Le (en)
- Howardena Pindell
- Martha Rosler
- Marie K. Watt

### 2007

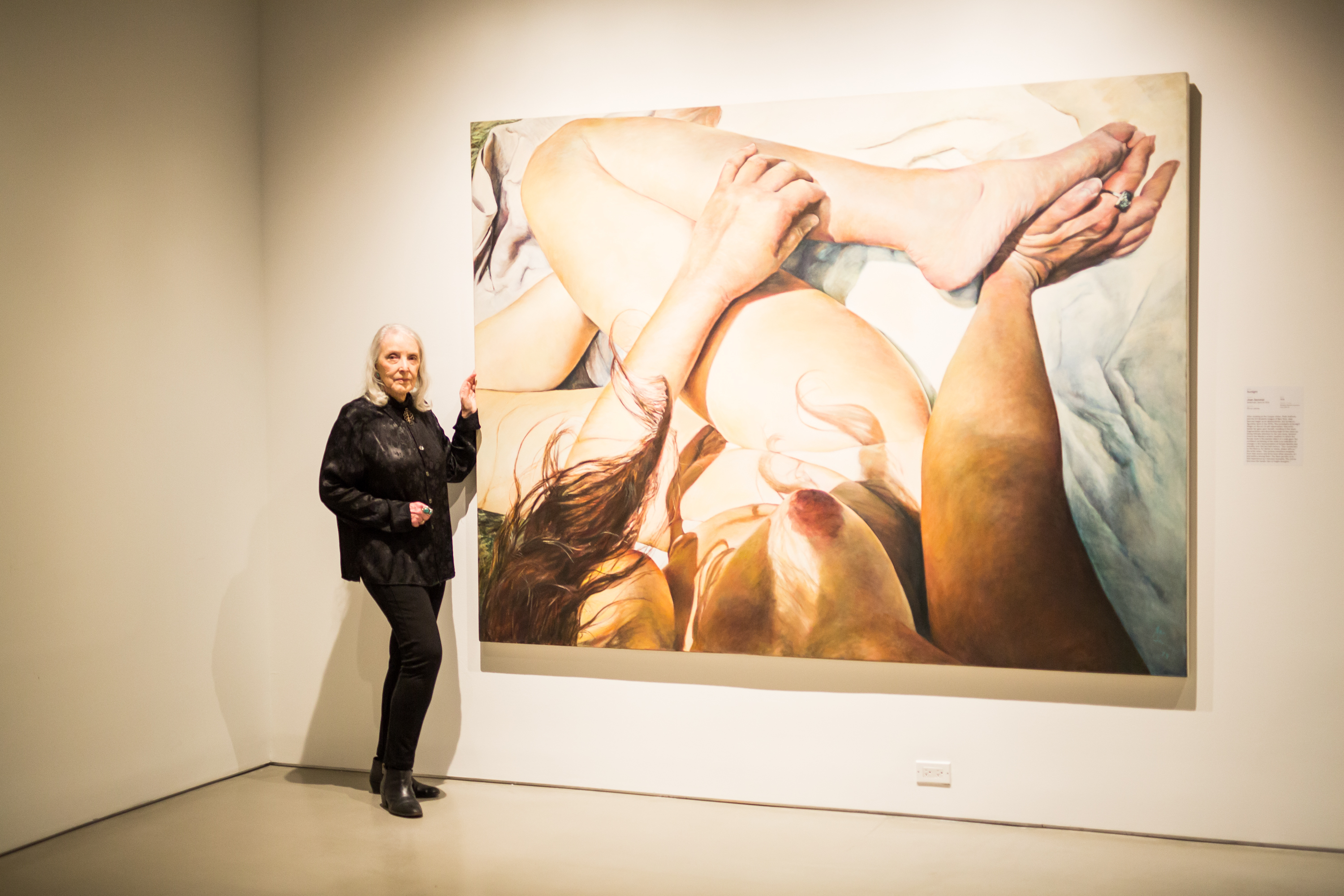
Joan Semmel, lauréate 2007.

- Miriam Beerman (en)
- Lois Conner (en)
- Petah Coyne (en)
- Ágnes Dénes
- Diane Edison
- Paula Hayes (en)
- Joan Semmel
- Jill Slosburg-Ackerman
- Leslie Thornton (en)
- Carrie Mae Weems

### 2008
- KayLynn Deveney
- Lesley Dill (en)
- Gail Dolgin (en)
- Rochelle Feinstein (en)
- Beryl Korot
- Catherine Lord
- Lorraine O’Grady
- Christy Rupp (en)
- Nancy Shaver (en)
- Frances Stark (en)

### 2009

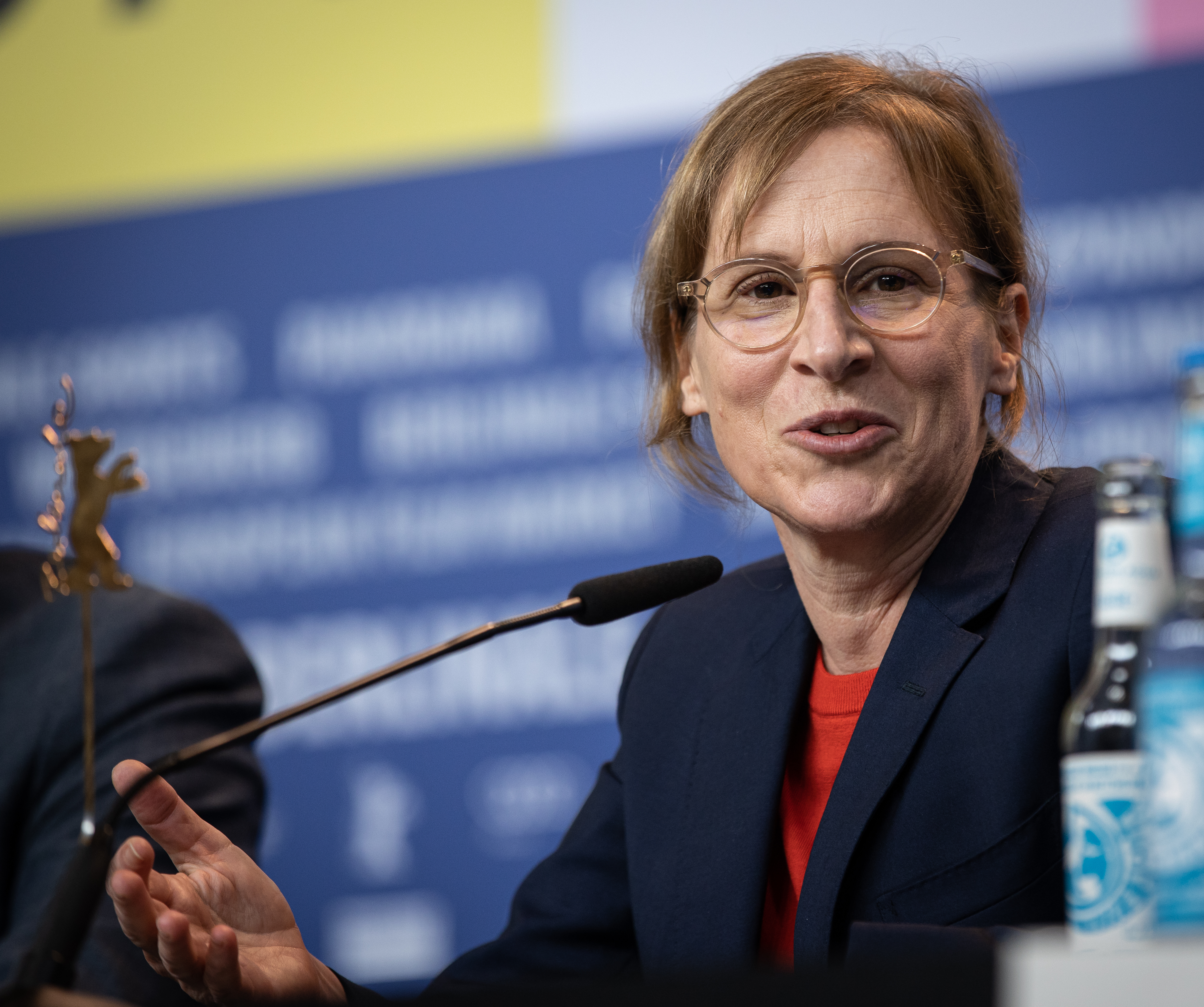
Kelly Reichardt, lauréate 2009.

- Ida Applebroog
- Phyllis Bramson (en)
- Patricia Cronin (en)
- Taylor Davis (en)
- Elana Herzog
- Andrea Modica (en)
- Carrie Moyer (en)
- Kelly Reichardt
- Kay Rosen (en)
- Penelope Umbrico (en)

### 2010
- Maureen Connor (en)
- Samm Kunce
- Louise Lawler
- Elizabeth LeCompte
- Suzanne McClelland (en)
- Joyce Pensato
- Laura Poitras
- Victoria Sambunaris
- Arlene Shechet (en)
- Eve Sussman

### 2011
- Eleanor Antin
- Linda Besemer
- Dara Birnbaum
- Andrea Bowers (en)
- Ann Hamilton
- Yoko Inoue
- Jungjin Lee (en)
- Mary Miss (en)
- Sheila Pepe (en)
- Judith Shea (en)

### 2012
- Ann Agee (en)
- Andrea Fraser
- Mary Kelly
- Jae Ko (en)
- Judy Pfaff (en)
- Betye Saar
- Lorna Simpson
- Jessica Stockholder

### 2013
- Alice Aycock
- Uta Barth (en)
- Diana Cooper (en)
- Suzan Frecon (en)
- Katy Grannan (en)
- Jane Hammond
- Sharon Hayes (en)
- Suzanne Lacy
- Liza Lou (en)
- Sarah Oppenheimer (en)
- Yvonne Rainer
- Mickalene Thomas

### 2014
- Janine Antoni (en)
- Nicole Eisenman
- Harmony Hammond
- Kira Lynn Harris (en)
- Lynn Hershman Leeson
- Hilja Keading (en)
- Elizabeth King (en)
- Beverly Semmes (en)
- Elise Siegel (en)
- Marianne Weems (en)

### 2015

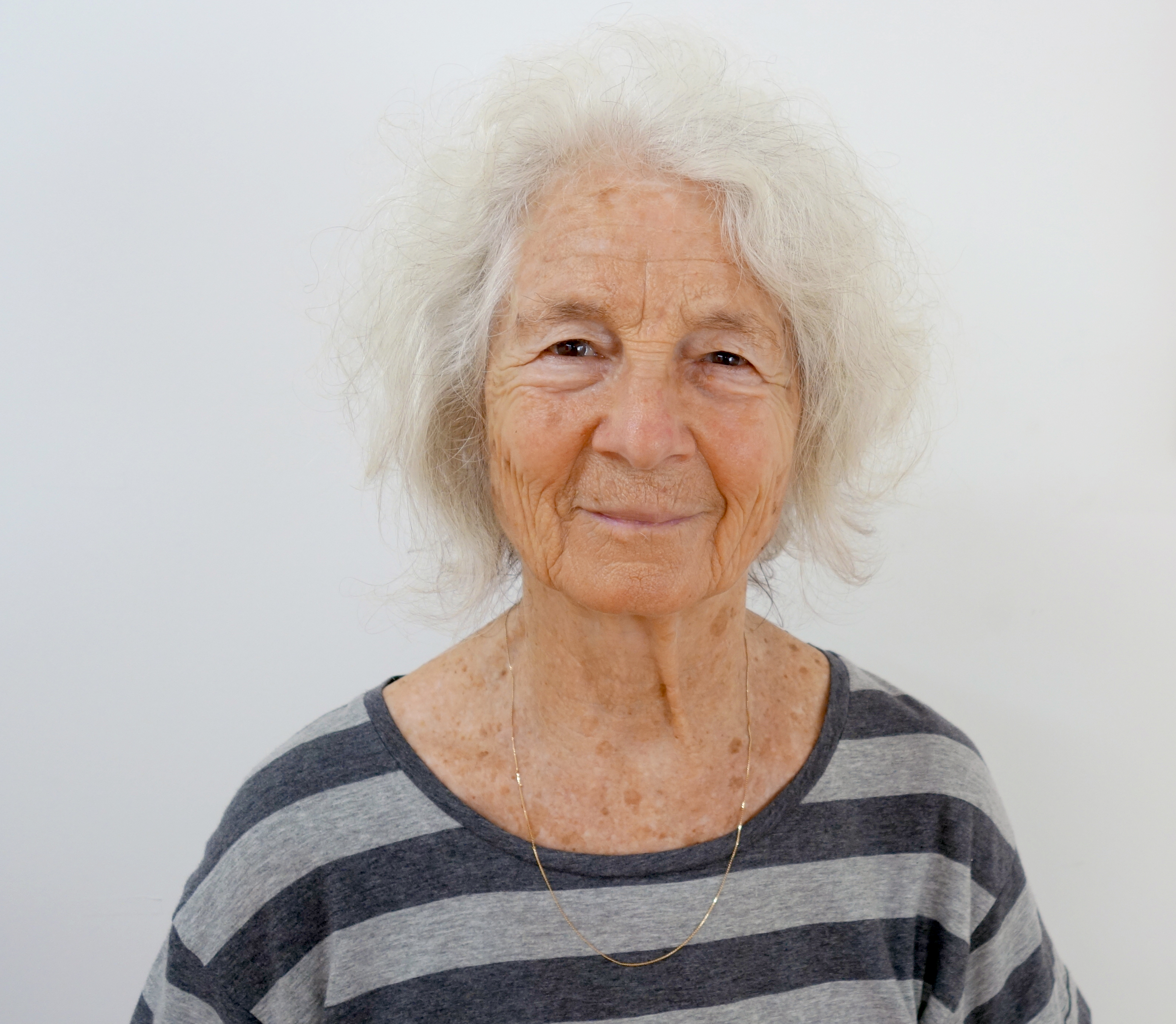
Simone Forti, lauréate 2015.

- Donna Dennis (en)
- Wendy Ewald (en)
- Simone Forti
- Rachel Harrison (en)
- Pam Lims
- Jennifer Montgomery
- Dona Nelson (en)
- Lisa Sanditz
- Lisa Sigal (en)
- Julianne Swartz (en)

### 2016

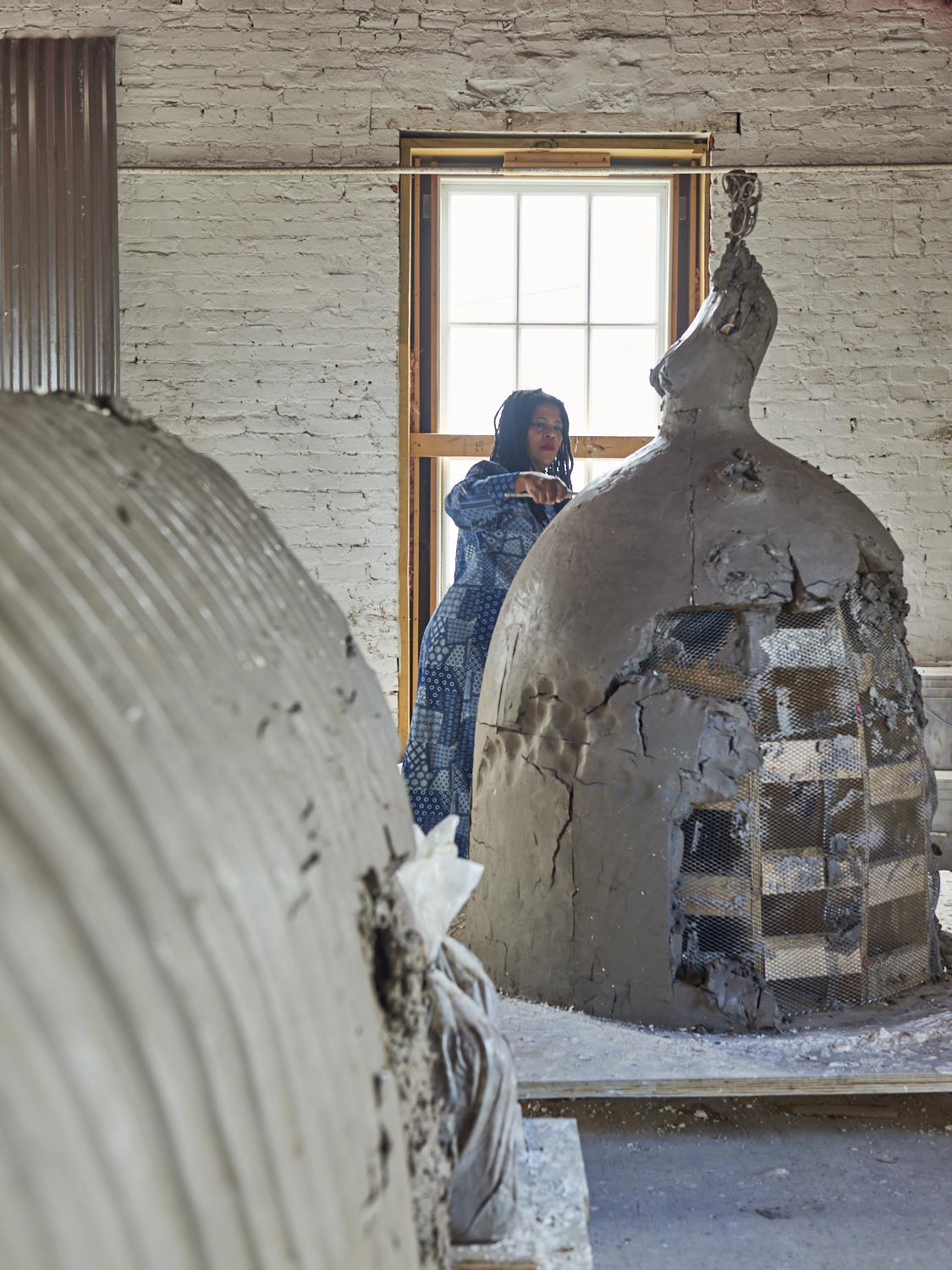
Simone Leigh, lauréate 2016.

- Shiva Ahmadi (en)
- Laura Anderson Barbata
- Tania Bruguera
- Sonya Clark (en)
- Simone Leigh
- Medrie MacPhee
- Eiko Otake (en)
- Rona Pondick
- Lourdes Portillo (en)
- Shinique Smith (en)

### 2017
- Nancy Bowen
- Martha Diamond
- Stephanie Jackson (en)
- Jennie C. Jones (en)
- Marisa Morán Jahn
- Amalia Mesa Bains
- Amy Sherald
- Michelle Stuart (en)
- Mia Westerlund Roosen
- Carrie Yamaoka

### 2018
- Dotty Attie (en) (peinture)
- María Magdalena Campos Pons (en) (photographie, performance, peinture, sculpture, film, vidéo)
- Patty Chang (performance, vidéo, écriture, installation)
- Beverly Fishman (en) (peinture)
- Kate Gilmore (en) (installation, vidéo, performance)
- Heather Hart (en) (multidisciplinaire)
- Deborah Roberts (en) (techniques mixtes)
- Rocío Rodríguez (en) (peinture)
- Michèle Stephenson (en) (film)
- Betty Tompkins (peinture)

### 2019
- Elia Alba (en) (interdisciplinaire)
- Marsha Cottrell (dessin)
- Torkwase Dyson (en) (peinture)
- Heide Fasnacht (en) (peinture, dessin, sculpture)
- Nona Faustine (en) (photographie)
- Rhodessa Jones (interdisciplinaire)
- Jennifer Wen Ma (en) (art visuel)
- Amie Siegel (en) (interdisciplinaire)
- Diane Simpson (en) (sculpture)
- Karina Aguilera Skvirsky (photographie, vidéo, performance)

### 2020

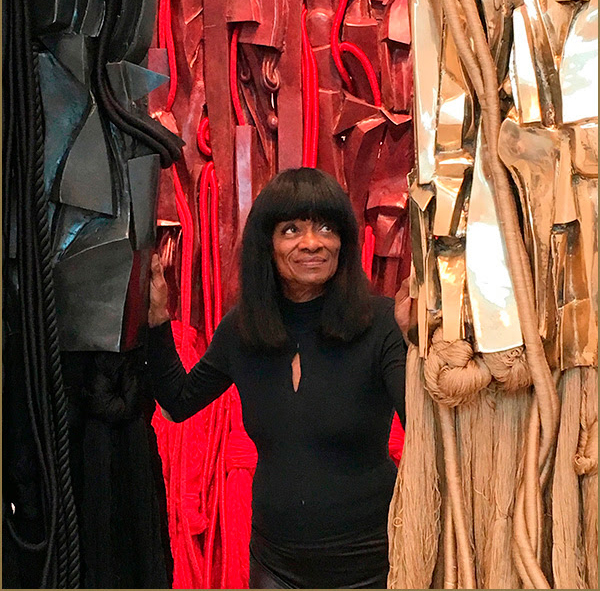
Barbara Chase-Riboud, lauréate 2020.

- D.Y. Begay (en)
- Linda Goode Bryant
- Barbara Chase-Riboud
- Elena del Rivero
- Chitra Ganesh (en)
- Karen Gunderson
- Virginia Jaramillo (en)
- Claudia Joskowicz
- Karyn Olivier (en)
- Juana Valdés (en)

### 2021
- Nanette Carter (en)
- Oletha DeVane
- Delphine Fawundu (en)
- Anita Fields (en)
- Coco Fusco (en)
- Renée Green
- Judithe Hernández (en)
- Suzanne Jackson
- Autumn Knight (en)
- Adia Millett (en)
- Anna Sew Hoy (en)
- Julie Tolentino (en)
- Dyani White Hawk (en)
- Marian Zazeela

### 2022
- Dr. micha cárdenas
- Syd Carpenter (en)
- Yreina D. Cervántez
- Donna Conlon
- Abigail DeVille (en)
- Leslie Hewitt (en)
- Beatriz Santiago Muñoz (en)
- Mary Lovelace O'Neal (en)
- Jaune Quick-to-See Smith
- Wendy Red Star (en)
- Mira Schor (en)
- Coreen Simpson (en)
- Ka-Man Tse (en)
- Philemona Williamson (en)
- Shirley Woodson (en)

### 2023
- Carolina Caycedo (en)
- Liz Collins (en)
- Steffani Jemison (en)
- Stanya Kahn (en)
- Barbara Kasten (en)
- Athena LaTocha (en)
- Candice Lin (en)
- Suchitra Mattai
- Dindga McCannon
- Linn Meyers (en)
- Erika Ranee (en)
- Amanda Ross-Ho (en)
- Drew Shiflett
- Cauleen Smith (en)
- Saya Woolfalk (en)